# Condicionamiento del parpadeo
El llamado condicionamiento del parpadeo (EBC, por sus siglas en inglés) es una forma de condicionamiento clásico que se ha utilizado ampliamente para estudiar las estructuras y mecanismos neurales que subyacen al aprendizaje y a la memoria. El procedimiento es relativamente simple y suele consistir en aparear un estímulo auditivo o visual con un estímulo incondicionado (EI) que provoca un parpadeo (EI - puede ser un leve soplo de aire en la córnea o un ligero golpeteo). Los organismos no experimentados producen inicialmente una respuesta no condicionada (RN - parpadeo o extensión de la membrana nictitante) inmediatamente después del inicio del EI. Después de muchas repeticiones (apareamientos EC-EI), se genera una asociación tal que se presenta un parpadeo aprendido (es decir, una respuesta condicionada) (RC) que precede el inicio del EI. La magnitud del aprendizaje suele depender del porcentaje de ensayos de apareamiento EC-EI que generan una RC. En condiciones óptimas, los animales bien entrenados producirán un alto porcentaje de RC (> 90%). Las condiciones necesarias para el aprendizaje de la RC (y los mecanismos fisiológicos que la regulan) se han estudiado en muchas especies de mamíferos: ratones, ratas, cobayos, conejos, hurones, gatos y seres humanos. Históricamente, los conejos han sido los sujetos de investigación más populares.